# Апеннінська культура
Апеннінська культура — археологічна культура бронзової доби.
Орієнтовно датується 2000—1000 рр. до н. е. (чітко відомо що почалася раніше 1600 р. до н.е). Була поширена у Італії, на більшій частину Апеннінського півострова.
Культура сформувалася під балканським впливом.
Більшу частину археологічного матеріалу Апеннінської культури дають природні печери Пертоза, Цакито, Фельчі (острів Капрі) і поселення Скольо-Дель-Тонно й Коппа-Невігата.
Мешканці печер і поселень займалися головним чином скотарством і виготовляли знаряддя з кістки, рога й каменю.
- Бронзові предмети зустрічаються порівняно рідко.
- Кераміка різних районів Апеннінської культури відрізняється за технікою виготовлення, формами і орнаментом. Виготовлялася вручну, була темнолощеною, прикрашалася стрічковими візерунками з білою інкрустацією. Багато чаш мають по одній мудрій ручці (більше в Анса луната).
- Характерні групові поховання типу кам'яного кола, мегалітичних споруджень і невеликих штучних печерок, що відтворюють, як думають, за формою хатину або курінь. Відомі могильники по обряду інгумації.

За дослідженні деяких поселень припускається, що головними для племен Апеннінської культури були скотарство з використанням високогірних пасовищ в Апеннінах. Інші поселення (Аріано, Ліпарі, Торанто) показують, що певну роль грала торгівля, хоча бронза виробництва Терамарі культури до кінця періоду зустрічалася рідко.
Носії Апеннінської культури мали зв'язки з найдавнішим населенням Егейського басейну (знахідки мікенської кераміки з 1600 р. до н.е).
Ступінь внеску цієї культури в розвиток полів поховань Піанелло культури (100 р. до н.е) і культур залізної доби є дискусійні.